# Sainte-Gemme, Deux-Sèvres
Sainte-Gemme là một xã trong tỉnh Deux-Sèvres trong vùng Nouvelle-Aquitaine ở phía tây nước Pháp. Xã này nằm ở khu vực có độ cao trung bình 133 mét trên mực nước biển.